# Grunwald (Łódź)
Pour les articles homonymes, voir Grunwald.
Grunwald est une localité polonaise de la gmina d'Aleksandrów Łódzki, située dans le powiat de Zgierz en voïvodie de Łódź.